# Radical 212
Le radical 212, 龍, 龙, ou 竜 signifiant dragon, est l'un des deux seuls des 214 radicaux de Kangxi qui sont composés de 16 traits.
Le caractère Unicode de 龍 est 9F8D.

## Caractères avec le radical 212

| nombre de traits          | caractères |
| ------------------------- | ---------- |
| Sans trait supplémentaire | 龍         |
| 2 traits supplémentaires  | 龎         |
| 3 traits supplémentaires  | 龏龐龘     |
| 4 traits supplémentaires  | 龑         |
| 5 traits supplémentaires  | 龒         |
| 6 traits supplémentaires  | 龓龔龕     |
| 16 traits supplémentaires | 龖         |
| 17 traits supplémentaires | 龗         |